# Сокіл (Сахалінська область)
Сокіл (рос. Сокол) — село у Долинському міському окрузі Сахалінської області Російської Федерації.
Населення становить 3367 осіб (2013).

## Історія
З 1905 по 3 вересня 1945 року у складі губернаторства Карафуто Японії, відтак у складі Долинського міського округу Сахалінської області.

## Населення
| 1925  | 1935  | 1959  | 1970  | 1979  | 1989  | 2002  |
| ----- | ----- | ----- | ----- | ----- | ----- | ----- |
| 512   | ↗710  | ↗7355 | ↘5665 | ↘5116 | ↗5297 | ↘3430 |
| 2010  | 2013  |       |       |       |       |       |
| ↗3468 | ↘3367 |       |       |       |       |       |